# براز
براز (به فرانسوی: Bruz) یک کمون در فرانسه است که در canton of Bruz واقع شده‌است. براز ۲۹٫۹۵ کیلومتر مربع مساحت دارد.

## خواهرخوانده
شهر گمینا وژشنگا خواهرخواندهٔ براز هست.